# معركة العجلات
معركة العجلات هي معركة حدثت بين المغول من قبيلة (تيدجون) وجنكيس خان وكان القائد لقوات قبيلة (تيدجون) هو (تارجو تاي) تحت ثلاثين ألف جندي من قبيلة (تيدجون)، وقعت المعركة في القرن الثاني عشر ميلادي وكان الانتصار لقوات جنكيس خان كانت المعركة قاسية ودامية استمرت طيلة النهار حتى الظلام انتصر جنكيز خان وكان هذا هو الانتصار الأول له، وأصاب عدوه (5-6)آلاف قتيل واسر (70) من بينهم قادة، سميت المعركة بمعركة العجلات لان جنكيز خان استخدم في المعركة العجات لحماية الجناح الأيسر لجيشه المكشوف.